# Joe Quimby
Joseph Fitzpatrick Fitzgerald Fitzhenry "Joe" Quimby noto anche come "Diamond" Joe Quimby, o semplicemente sindaco Quimby, è un personaggio della serie animata I Simpson. È il sindaco di Springfield con il Partito democratico.

## Il personaggio
Joe Quimby è un esponente del Partito Democratico ed è una parodia del senatore Ted Kennedy e della famiglia Kennedy in generale: infatti nella versione originale parla con uno spiccato accento di Boston. Tradisce continuamente la moglie Martha Quimby con bellissime modelle (altra affinità con i Kennedy) in squallidi motel e passa le sue vacanze in un faraonico resort chiamato "Quimby compound" (chiaro riferimento al Kennedy compound). Anche l'aspetto e la riservatezza della moglie ricordano molto Jacqueline Kennedy.
Ricalca lo stereotipo del politico cialtrone e corrotto (celebri sono i suoi incontri con la mafia locale), sempre circondato da giovani ragazze e dedito esclusivamente al divertimento. Antepone sempre il suo piacere personale al bene della comunità che amministra, per questo sotto molti aspetti Springfield si ritrova in condizioni disastrose. Contro di lui, in una puntata, si è candidato Telespalla Bob, acerrimo nemico di Bart.
Quimby fu eletto primo cittadino nel 1986 prendendo il posto della collega di partito Mary Bailey (attuale governatrice dello Stato di Springfield); nel 1994, come si è accennato, fu sconfitto alle elezioni dal Repubblicano Telespalla Bob (in quelle consultazioni Quimby ottenne solo l'1% dei voti) ma si è successivamente appurato che il suo rivale aveva vinto per mezzo di brogli, e pertanto Diamond Joe rimase al potere.
È notoriamente un analfabeta ed un "fuma-spinelli", anche se ribadisce con orgoglio di aver imparato a leggere.)
Nel episodio Homer, ti prego, non li martellare si viene a sapere che suo padre fu assassinato nel centro commerciale di Springfield.
Nel episodio Gay, un invito a nozze legalizza le unioni omosessuali per permettere a Springfield di essere meta di più turisti.

## Doppiaggio
A prestare la voce in originale al Sindaco Quimby è Dan Castellaneta, doppiatore di diversi personaggi, come Homer, Abe, Krusty il Clown, il giardiniere Willie, Hans Uomo Talpa e molti altri. In italiano è doppiato da Mimmo Maugeri (1ª voce), Saverio Indrio (2ª e 6ª voce), Mauro Magliozzi (3ª voce), Massimiliano Plinio (4ª voce) e Fabrizio Temperini (5ª voce).

## Confronti con la famiglia Kennedy
Ci sono molti aspetti su Quimby e la sua famiglia che sono simili a Ted Kennedy e la famiglia politica Kennedy come:
Parla con un accento di Boston, in uno stile molto simile a quello di Ted Kennedy, separando comunemente le parole con "er" e "ah".
Gode di una vasta ricchezza.
Quimby è sposato con una donna che indossa un abito rosa e un cappellino simile a quello reso famoso da Jacqueline Kennedy, che ha incontrato mentre lavorava alla Maison Derrière.
Potrebbe anche essere imparentato con l'attore Rainer Wolfcastle, che è modellato su Arnold Schwarzenegger (marito della nipote di Ted Kennedy, Maria Shriver);  Wolfcastle è stato avvistato alle funzioni della famiglia Quimby.
Quimby ha molteplici relazioni extraconiugali, come hanno fatto vari membri della famiglia Kennedy, come JFK e Ted.
Uno dei suoi tanti secondi nomi è Fitzgerald, che era il secondo nome del presidente John F. Kennedy. Il suo nome, "Joseph", è molto probabilmente un riferimento al padre di JFK, Joe Kennedy.
In The Simpsons Road Rage, dice: "Guidi peggio del cugino Teddy!"  se il suo autista si comporta in modo caotico.  Questo è un riferimento all’incidente di Chappaquiddick  dove Mary Jo Kopechne, una passeggera, è stata uccisa quando Ted Kennedy ha accidentalmente guidato la sua auto facendola precipitare giù da un ponte.
Durante il concorso USAToday.com, per scegliere quale Springfield avrebbe ospitato la prima del film dei Simpson, lo stesso Ted Kennedy appare in un video in cui invitava "Diamond Joe" Quimby a Springfield, nel Massachusetts, e si prendeva persino gioco della sua pronuncia spesso derisa della parola  "Chowder" (come "Chow-Dah").